# Lista celor mai în vârstă mame născătoare
Aceasta este lista celor mai în vârstă mame născătoare:
| Nume                                            | Vârstă          | Locul nașterii copilului/copiilor         | Data nașterii copilului/copiilor |
| ----------------------------------------------- | --------------- | ----------------------------------------- | -------------------------------- |
| Omkari Panwar                                   | 70              | Muzaffarnagar, Uttar Pradesh, India       | iunie 2008                       |
| Rajo Devi Lohan                                 | 69              | India                                     | noiembrie 2008                   |
| Maria del Carmen Bousada de Lara⁠(en)[traduceți] | 66 ani 358 zile | Barcelona, Spania                         | 29 decembrie 2006                |
| Adriana Iliescu                                 | 66 ani 320 zile | Maternitatea Giulești, București, România | 16 ianuarie 2005                 |
| Satyabhama Mahapatra                            | 65              | Raipur, Chhatisgarh, India                | 9 aprilie 2003                   |
| Papathiammal Subramaniam                        | 64              | Erode, Tamil Nadu, India                  | februarie 2004                   |
| Arceli Keh                                      | 63              | Highland, California, SUA                 | 7 noiembrie 1996                 |
| Rosanna Dalla Corte                             | 63              | Italia                                    | 18 iulie 1994                    |
| Judy Cates                                      | 57              | Statele Unite                             | 9 decembrie 1998                 |
| Aleta St. James                                 | 56              | Spitalul Muntele Sinai, New York, SUA     | 9 noiembrie 2004                 |